# Acacia obliquinervia
Acacia obliquinervia är en ärtväxtart som beskrevs av Mary Douglas Tindale. Acacia obliquinervia ingår i släktet akacior, och familjen ärtväxter. Inga underarter finns listade i Catalogue of Life.